# Dianthus gratianopolitanus
Espèce
Classification phylogénétique
Dianthus gratianopolitanus ou Œillet de Grenoble est une espèce de plante du genre Dianthus et de la famille des caryophyllacées.